# Сергій I (неаполітанський дука)
Сергій I (грец. Σέργιος Α΄ της Νάπολης, †864) — неаполітанський дука (840—864), засновник династії Сергіїв, представники якої правили дукатом до 1137.

## Біографія
Сергій спочатку був правителем (dux) міста Куми, яке входило до складу дукату. У 840 році мешканці Неаполя повстали проти франкського дуки Контарда та вибрали своїм дукою Сергія. Це обрання стало останнім кроком до здобуття дукатом повної незалежності від Візантії, яка виявилась нездатною захистити Неаполь від лангобардів. Сергій продовжив союзні стосунки дукату з сарацинами, відвоювавши у греків за їх сприяння Барі у 841 та Мессіну в 842 роках. Відвернувшись від Візантії, він почав зближуватись з Святим престолом і франками, що зробило можливим вигнання сарацинів з Кампанії.
Сарацини ставали дедалі небезпечнішими для Неаполя, а тому Сергій був змушений об'єднатись з правителями Амальфі, Гаети і Сорренто та розпочати війну проти мусульман. Об'єднане християнське військо у 846 році вибило сарацин з Понци, перемогло сарацинський флот в морській Битві біля Лікози та змусило їх відійти від Риму, хоча сарацини розграбували околиці міста і, зокрема, храми у Ватикані. У 849 році Сергій очолював об'єднаний флот у переможній битві біля Остії.
Сергій підтримував союзницькі стосунки з імператорами Священної Римської імперії Лотарем I і Людовиком II. У 847 Сергій був зобов'язаний разом з герцогом Сполетським Гі I укласти мирний договір між лангобардськими князями Сіконульфом і Радельхізом I. У 850 Сергій успішно перетворив владу дуки в Неаполі на спадкову, призначивши свого старшого сина Григорія співправителем.
У 859 Сергій воював з Капуєю. Він одружився з дочкою гастальда Суесоли, що був сином правителя Капуї Ландо I. Він послав разом з гастальдом своїх синів Григорія та Цезара захопити Нову Капую, проте їм не вдалось виконати цю місію. Інші сини Сергія також відігравали важливу роль у житті дукату. Афанасій був єпископом Неаполя, а Стефан — єпископом Сорренто.